# NGC 577
NGC 577 = NGC 580 ist eine Balken-Spiralgalaxie vom Hubble-Typ SBa im Sternbild Walfisch südlich der Ekliptik. Sie ist schätzungsweise 268 Millionen Lichtjahre von der Milchstraße entfernt und hat einen Durchmesser von etwa 150.000 Lj. Das Objekt ist Mitglied des Galaxienhaufens Abell 194.

Im selben Himmelsareal befinden sich u. a. die Galaxien NGC 564, IC 119, IC 120, IC 126.
Sie wurde am 23. Oktober 1867 durch den US-amerikanischen Astronomen Aaron Nichols Skinner entdeckt und später als NGC 577 aufgeführt. Am 14. August 1877 wurde sie unabhängig davon durch deutschen Astronomen Wilhelm Tempel entdeckt, was später zum Katalogeintrag NGC 580 führte.